# Долина волков: Палестина
«Долина волков: Палестина» (тур.  Kurtlar Vadisi: Filistin) — боевик режиссёра Зюбейра Шашмаза о группе турецких спецназовцев, которая прибыла в Палестину для устранения израильского военного командира, ответственного за убийства людей во время конфликта у берегов Газы. Мировая премьера фильма состоялась 27 января 2011 года, в Международный день памяти жертв Холокоста. Фильм является частью медиафраншизы «Долина волков», в основе которой лежит одноимённый телесериал. Он является сиквелом фильмов «Долина волков: Ирак» (2006) и «Долина волков: Гладио» (2008). Фильм вызвал полемику, поскольку многие критики посчитали его антисемитским.

## Производство
Компания «Pana Film» изначально собиралась делать фильм о Палестине и была уже готова приступить к съёмкам, когда 31 мая 2010 года произошёл конфликт у берегов Газы. Существовавший к тому времени сценарий был существенно переделан с целью сделать рейд израильских военных центром сюжета. Режиссёр Zübeyr Şaşmaz утверждал по этому поводу: «Этот фильм не о мести за „Мави Мармара“, нашей целью было показать, через что проходят палестинцы». Сценарист Bahadır Özdener добавил: «Мы взываем к человеческой совести. Всё, что мы хотим, это свободу для невинных и замученных палестинцев, живущих в нечеловеческих условиях в самой большой тюрьме мира».
Бюджет фильма оценивался в $20 миллионов, что делает этот фильм одним из самых дорогих в истории турецкого кинематографа. Фильм снимался летом 2010 года (11 недель) в Адане и Тарсусе командой из 400 человек. Представители «Pana Film» заявили, что места для съёмок были выбраны после исследования нескольких локаций в Ливане, Сирии, Болгарии и 20 провинциях Турции. Критериями для отбора служили «историческая подоплёка, улицы и культура этих мест». Согласно Bünyamın Köselı, «приблизительно 3000 фанатов были привезены в окрестности Şehit Kerim в Тарсусе, где снимались некоторые сцены», «что очень обрадовало торговцев в этом городе». Позже были проведены обширные пересъёмки, после того как некоторые части фильма были сожжены во время лабораторной обработки.

## Сюжет
После того, как флотилия с гуманитарной помощью для жителей Газы отказывается повернуть назад, её атакуют израильские вооружённые силы. В драматической сцене активисты одного из судов пытаются оказать сопротивление, и их расстреливают израильские солдаты. Группа турецких спецназовцев под руководством Полата Алемдара (Неджати Шашмаз) прибывает в Палестину, где они ведут борьбу против израильских военных с целью выследить и убить израильского генерала Моше Бен Элиезера (Эрдал Бешикчиоглу), ответственного за рейд на флотилию. Во время конфликта на КПП с ними случайно оказывается Симона Леви — экскурсовод, гражданка США еврейского происхождения. Осознав, что в арабо-израильском конфликте все не так однозначно, как об этом сообщают в СМИ, Симона проникается сочувствием к палестинцам.

## В ролях
- Неджати Шашмаз — Полат Алемдар (Polat Alemdar)
- Эрдал Бешикчиоглу (en:Erdal Beşikçioğlu) — Моше Бен Элиезер (Moşe Ben Eliyezer)
- Нур Айсан — Симона Леви
- Гюркан Уйгун — Мемати Баш (Memati Baş)
- Кенан Чобан (en:Kenan Çoban) — Абдулей Чобан (Abdülhey Çoban)
- Эркан Север — Абдулла
- Мустафа Яшар — Ави